# Haškovcova Lhota
Haškovcova Lhota là một làng thuộc huyện Tábor, vùng Jihočeský, Cộng hòa Séc.